# 아라고나이트
아라고나이트(aragonite)는 흔히 자연에서 발생하는 3개의 결정형태의 탄산 칼슘 중 하나인 탄산염광물이다. 다른 2개는 광물 방해석과 배터라이트이다. 바다 및 민물 환경의 침전을 포함한 생물학적, 물리적 과정에 의해 만들어진다.

## 같이 보기
- 광물 목록